# Municipio de Greenfield (Kansas)
El municipio de Greenfield (en inglés: Greenfield Township) es un municipio ubicado en el condado de Elk en el estado estadounidense de Kansas. En el año 2010 tenía una población de 302 habitantes y una densidad poblacional de 1,75 personas por km².

## Geografía
El municipio de Greenfield se encuentra ubicado en las coordenadas 37°22′1″N 96°27′33″O / 37.36694, -96.45917. Según la Oficina del Censo de los Estados Unidos, el municipio tiene una superficie total de 172.3 km², de la cual 170,5 km² corresponden a tierra firme y (1,04 %) 1,8 km² es agua.

## Demografía
Según el censo de 2010, había 302 personas residiendo en el municipio de Greenfield. La densidad de población era de 1,75 hab./km². De los 302 habitantes, el municipio de Greenfield estaba compuesto por el 96,03 % blancos, el 0,99 % eran amerindios, el 1,99 % eran asiáticos, el 0,33 % eran de otras razas y el 0,66 % eran de una mezcla de razas. Del total de la población el 0,66 % eran hispanos o latinos de cualquier raza.